# Kate Nelligan
Patricia Colleen Nelligan (London, Ontario, 16 de marzo de 1950), más conocida como Kate Nelligan, es una actriz de cine, televisión y teatro canadiense. Ganadora del BAFTA a la mejor actriz de reparto y candidata al Óscar a la mejor actriz de reparto. Conocida por sus intervenciones en películas como The Prince of Tides (1991), Lobo (1994), How to Make an American Quilt (1995) o Premonition (2007).

## Biografía
Kate Nelligan, cuyo verdadero nombre es Patricia Colleen Nelligan, nació en London, Ontario, Canadá, siendo la cuarta de seis hermanos en total. Su fecha de nacimiento es el 16 de marzo de 1950, aunque algunas fuentes afirman que nació en 1951. Es hija de Patrick Joseph, un empleado municipal que estaba a cargo de las pistas de hielo y los parques recreativos, y de Josephine Alice, una profesora de colegio.
Acudió al London South Collegiate Institute en London, Ontario; después de su etapa en el instituto acudió al Glendon College en Toronto, aunque finalmente no se graduó. Sin embargo se matriculó en la Central School of Speech and Drama en Londres, Inglaterra, con el fin de convertirse en actriz.
Su madre tuvo problemas con el alcohol y otros problemas psicológicos, por ello recibió ayuda y fue ingresada en una clínica de rehabilitación. Nelligan se casó con Robert Reale, un pianista y compositor, el 19 de febrero de 1989, finalmente se separaron años después, teniendo ambos un hijo en común, Gabriel Joseph, nacido en 1992.

## Filmografía
- Filmografía destacada en cine.

|      | 1979 | 1985 Eleni |                           | Dracula                       |  |
| 1991 |      |            | El príncipe de las mareas |                               |  |
|      | 1994 |            |                           | Lobo                          |  |
|      | 1995 |            |                           | How to Make an American Quilt |  |
|      | 1998 |            |                           | U.S. Marshals                 |  |
|      | 2007 |            |                           | Premonition                   |  |

El ojo ðe la aguja

## Premios y reconocimientos
Premios Óscar
| Año  | Categoría               | Trabajo nominado          | Resultado |
| ---- | ----------------------- | ------------------------- | --------- |
| 1992 | Mejor actriz de reparto | El príncipe de las mareas | Candidata |

Premios BAFTA
| Año  | Categoría                             | Trabajo nominado    | Resultado |
| ---- | ------------------------------------- | ------------------- | --------- |
| 1991 | BAFTA a la mejor actriz de reparto    | The Prince of Tides | Ganadora  |
| 1981 | BAFTA a la mejor actriz de televisión | Thérèse Raquin      | Candidata |
| 1980 | BAFTA a la mejor actriz de televisión | Measure for Measure | Candidata |

Premios del Sindicato de Actores
| Año  | Categoría     | Trabajo nominado              | Resultado |
| ---- | ------------- | ----------------------------- | --------- |
| 2000 | Mejor Reparto | The Cider House Rules         | Candidata |
| 1996 | Mejor Reparto | How to Make an American Quilt | Candidata |

Emmy
| Año  | Categoría                           | Trabajo nominado | Resultado |
| ---- | ----------------------------------- | ---------------- | --------- |
| 1992 | Mejor actriz en una serie dramática | Road to Avonlea  | Candidata |